# Diego Edison Umaña
Diego Edison Umaña Peñaranda (Cali, Valle del Cauca, Colombia; 12 de marzo de 1952) es un exfutbolista y entrenador colombiano. Actualmente dirige al equipo sub-20 de las Divisiones menores del Deportes Quindío.[cita requerida]

## Jugador
Jugó por 16 años más de 600 partidos como jugador profesional anotando 94 goles. Posicionalmente, se desempeñó como mediocampista. Debutó en Deportivo Cali en 1970. Además vistió los colores de Millonarios y Santa Fe.

## Entrenador

### Caldas y Santa Fe
Se estrenó como DT en Cristal Caldas, en 1987. Posteriormente, arribó al banco técnico de Independiente Santa Fe; para dirigir en las temporadas 1988, en la cual, disputó los primeros lugares del campeonato nacional; y 1989, donde conquistó la Copa Colombia.

### América
En 1991, Umaña se vinculó a América de Cali para trabajar en divisiones menores. Luego ascendió a la dirección del equipo profesional en 1992; y lo guio hasta la semifinal de la Copa Libertadores. Más tarde, en 1995, asumió como técnico en propiedad. Alcanzó el subcampeonato en Colombia; la Semifinal de la Copa Conmebol; y condujo a los escarlatas hasta la Final de la Libertadores 1996. En 1998, cumplió su tercer ciclo con el equipo; pero abandonó el puesto por quebrantos de salud. 
Nueve años después, tomó de nuevo las riendas del rojo de Cali. En este periodo, clasificó a la fase semifinal del Torneo Finalización 2007. En 2008, disputó la final del Torneo Apertura; calificó a octavos de final de la Copa Sudamericana; y consiguió el título del Torneo Finalización. Salió del club en noviembre de 2009 tras una pésima temporada.
Para 2013, Áfrican, fue el escogido para rescatar a los diablos rojos del infierno de la segunda división; pero fracasó en su misión.

### Millonarios
En julio de 1997, Umaña fue contratado por Millonarios. Club con el que disputó las semifinales del torneo local y la fase de octavos de final de la Copa Libertadores de América. Pero no continuó en el cargo.
Regresó al conjunto embajador en agosto de 2000 haciendo gran campaña y siendo uno de los candidatos a clasificar al cuadrangular final, quedando eliminado por un gol de diferencia, también llevó al equipo a su primera final internacional al quedar subcampeón de la Copa Merconorte en el año 2000. Sin embargo, su mala campaña durante el primer semestre de 2001, tuvo por consecuencia su salida del equipo.

### Centauros
En 2003 asumió la conducción del recién ascendido Centauros; y lo clasificó a los cuadrangulares semifinales del Torneo Apertura.

### Junior y etapa en Perú
Más adelante, en 2010, dirigió al Atlético Junior. Equipo con el que obtuvo el título del Torneo Apertura. No obstante, fue cesado del club por ocupar los últimos lugares del Finalización.
Umaña se consagró campeón del fútbol peruano en 2011, comandando a Juan Aurich. Pero en la temporada 2012; tanto los irregulares resultados en el torneo local, como la eliminación en fase de grupos de la Copa Libertadores, propició su apartamiento del cargo por común acuerdo con la dirigencia del equipo.
En 2016 retornó a Perú para dirigir a Sport Huancayo. Cumplió una aceptable campaña en el campeonato nacional; y alcanzó la Segunda Fase de la Copa Sudamericana. Dejó el club en 2017.
Áfrican también ha dirigido a los equipos Deportes Quindío, Rionegro Águilas y Barcelona de Ecuador.

### Actualidad
Entre los años 2020 y 2021, ejerció como analista deportivo en el programa "Zona Mixta" del canal regional Telepacífico. Durante los años 2022 y 2023, llevó a cabo una gira por diversas universidades a nivel nacional, presentando su conferencia titulada "No existen verdades absolutas en el fútbol".
Desde el año 2023 hasta la actualidad, ocupa el puesto de director deportivo en el club Deportes Quindío, donde concentra sus esfuerzos en el desarrollo de las fuerzas básicas del equipo.

## Selección nacional
Conformó la Selección Colombia en los Juegos Bolivarianos 1973, que logró la Medalla de plata. Disputó también las eliminatorias al mundial de Argentina 1978 y España 1982; así como la Copa América 1975.

## Estadísticas

### Participaciones en Eliminatorias
| Eliminatorias                    | Resultado          |
| -------------------------------- | ------------------ |
| Eliminatorias al Mundial de 1978 | 3.er Lugar Grupo 1 |
| Eliminatorias al Mundial de 1982 | 3.er Lugar Grupo 2 |

### Participaciones en Copas América
| Copa              | Sede          | Resultado  |
| ----------------- | ------------- | ---------- |
| Copa América 1975 | Sin sede fija | Subcampeón |

## Clubes

### Como jugador
| Club                 | País     | Año       |
| -------------------- | -------- | --------- |
| Deportivo Cali       | Colombia | 1969-1979 |
| Atlético Bucaramanga | Colombia | 1980-1981 |
| Millonarios          | Colombia | 1982      |
| Santa Fe             | Colombia | 1983-1986 |

#### Estadísticas en el América de Cali
| Desde                   | Hasta                   | Torneo                 | Partidos | Partidos | Partidos | Partidos |
| PJ                      | PG                      | PE                     | PP       |          |          |          |
| ----------------------- | ----------------------- | ---------------------- | -------- | -------- | -------- | -------- |
| 1 de enero de 1992      | ¿? de 1992              | Primera División 1992  | 12       |          |          |          |
| 20 de noviembre de 1993 | 31 de diciembre de 1993 | Primera División 1993  | 10       | 6        | 1        | 3        |
| agosto de 1994          | marzo de 1996           | [ 13 ]                 | 94       | 48       | 24       | 22       |
| 1 de enero de 1998      | 20 de noviembre de 1998 | Primera División 1998  | 52       | 16       | 19       | 17       |
| 1 de enero de 1998      | 20 de noviembre de 1998 | Copa Libertadores 1998 | 8        | 3        | 2        | 3        |
| 1 de enero de 1998      | 20 de noviembre de 1998 | Copa Merconorte 1998   | 6        | 1        | 4        | 1        |
| 28 de abril de 2007     | 9 de agosto de 2009     | Primera División 2007  | 27       | 14       | 5        | 8        |
| 28 de abril de 2007     | 9 de agosto de 2009     | Primera División 2008  | 52       | 25       | 12       | 15       |
| 28 de abril de 2007     | 9 de agosto de 2009     | Copa Colombia 2008     | 10       | 1        | 1        | 8        |
| 28 de abril de 2007     | 9 de agosto de 2009     | Copa Sudamericana 2008 | 6        | 3        | 1        | 2        |
| 28 de abril de 2007     | 9 de agosto de 2009     | Primera División 2009  | 23       | 7        | 7        | 9        |
| 28 de abril de 2007     | 9 de agosto de 2009     | Copa Colombia 2009     | 10       | 2        | 3        | 5        |
| 28 de abril de 2007     | 9 de agosto de 2009     | Copa Libertadores 2009 | 6        | 0        | 3        | 3        |
| 1 de enero de 2013      | 21 de noviembre de 2013 | Segunda División       | 58       | 25       | 12       | 11       |
| 1 de enero de 2013      | 21 de noviembre de 2013 | Copa Colombia 2013     | 12       | 4        | 3        | 5        |

### Como formador
| Club                                    | País     | Año           |
| --------------------------------------- | -------- | ------------- |
| Remanso de Jamundí                      | Colombia | 1990          |
| Divisiones menores de América de Cali   | Colombia | 1991-1994     |
| Divisiones menores del Deportes Quindío | Colombia | 2022-presente |

### Como entrenador
| Club                    | País     | Año       | Partidos |
| ----------------------- | -------- | --------- | -------- |
| Once Caldas             | Colombia | 1987      | 14       |
| Santa Fe                | Colombia | 1988-1989 | ¿?       |
| América de Cali         | Colombia | 1992      | 16       |
| América de Cali         | Colombia | 1993 (e)  | 10       |
| América de Cali         | Colombia | 1994-1996 | 94       |
| Barcelona de Guayaquil  | Ecuador  | 1996      | 10       |
| Millonarios             | Colombia | 1997      | 32       |
| América de Cali         | Colombia | 1998      | 68       |
| Deportes Tolima         | Colombia | 1999      | ¿?       |
| Millonarios             | Colombia | 2000-2001 | 48       |
| Centauros Villavicencio | Colombia | 2003      | 31       |
| Deportes Quindío        | Colombia | 2004-2007 | 99       |
| América de Cali         | Colombia | 2007-2009 | 134      |
| Junior                  | Colombia | 2010      | 54       |
| Juan Aurich             | Perú     | 2011-2012 | 63       |
| América de Cali         | Colombia | 2013      | 70       |
| Sport Huancayo          | Perú     | 2016-2017 | 64       |
| Águilas Doradas         | Colombia | 2017      | 13       |

## Palmarés

### Como futbolista
| Título           | Club           | País     | Año  |
| ---------------- | -------------- | -------- | ---- |
| Primera División | Deportivo Cali | Colombia | 1969 |
| Primera División | Deportivo Cali | Colombia | 1970 |
| Primera División | Deportivo Cali | Colombia | 1974 |

### Como entrenador
| Título                    | Club                   | País     | Año  |
| ------------------------- | ---------------------- | -------- | ---- |
| Copa Colombia             | Santa Fe               | Colombia | 1989 |
| Torneo Finalización       | América de Cali        | Colombia | 2008 |
| Torneo Apertura           | Junior de Barranquilla | Colombia | 2010 |
| Primera División del Perú | Juan Aurich            | Perú     | 2011 |